# Genetische Bürde
Die Genetische Bürde, auch genetische Last (englisch genetic load), bezeichnet in der Genetik alle in einer Population vorliegenden rezessiven defekten unterschiedliches Erbgut. Diese können im homozygoten Zustand tödlich sein oder zu verminderter Fruchtbarkeit führen.
Die genetische Bürde führt dementsprechend zur Verminderung der Reproduktionsfähigkeit einer Population. Sie entsteht durch nachteilige Mutationen. Die genetische Bürde macht sich verstärkt bei Inzucht bemerkbar, da bei einem kleineren Genpool mehr homozygote Allele vorkommen. Als weiterer Faktor neben der Inzucht, der die genetische Bürde beeinflusst gilt der Gendrift.